# 塩化1-エチル-3-メチルイミダゾリウム
塩化1-エチル-3-メチルイミダゾリウム（英: 1-Ethyl-3-methylimidazolium chloride、[EMIM]Cl）は、セルロースの改質に使用できるイオン液体である。
塩化1-エチル-3-メチルイミダゾリウムのカチオンは、イミダゾールの誘導体であり、2つの窒素原子と3つの炭素原子を持つ五員環から構成されている。また、2つの窒素原子にエチル基とメチル基が置換したものである。また、融点は77から79 °Cである。

## 合成
塩化1-エチル-3-メチルイミダゾリウムは、N-アルキルイミダゾールと過剰量の塩化アルキルとの反応によって得ることができる。

## 用途
塩化1-エチル-3-メチルイミダゾリウムは、セルロース改質やアルミニウムの電気めっきなど、多くの用途に使用できるイオン液体である。

## 関連化合物
同じカチオンを持つ他の塩としては、臭化1-エチル-3-メチルイミダゾリウムおよびテトラフルオロホウ酸1-エチル-3-メチルイミダゾリウムがある。